# Хемма фон Гурк
Хема фон Гурк или Ема (на немски: Hemma von Gurk), * 995/1000, † 29 юни, вер. 1045, Гурк, Каринтия) е благородничка от Каринтия, основателка на църкви и манастири. В римокатолическата църква тя е почитана като Светица и е закрилничка на Каринтия. Препогребана е от 1174 г. в криптата на катедралата на Гурк. На 21 ноември 1287 г. папа Пий XI я обявява за Светица. Чества се на 27 юни.

## Биография
Ема произлиза от род Луитполдинги. Тя се жени за Вилхелм II, граф на Фризах, и маркграф в Марка Савиня, който за пръв път е споменат в документ от 1016 г. Привърженик е на крал Конрад II. Кралят го поставя на мястото на сваления от него каринтски херцог Адалберо фон Епенщайн, който убива Вилхелм през 1036 г.
След смъртта на съпруга ѝ, тя става една от най-богатите жени по нейното време, като наследява и баба си.
Ема основава в Гурк през 1043 г. един женски манастир, в който вероятно постъпва. Основава още и девет църкви.

## Легенда
Според легендата, Ема е родена в Пайленщайн като дъщеря на Енгелберт и Тута, произлиза от висшата аристокрация и е роднина на император Хайнрих II, в чийто двор е възпитавана. Омъжва се за Вилхелм, граф фон Фризах и маркграф в Сантал. Двамата ѝ синове, Вилхелм и Хартвиг, са убити по време на въстание. Вилхелм наказва строго въстаниците и след това отива на поклонение в Рим. На връщане той умира в Каринтия. След това Ема подарява катедралата и манастира в Гурк.